# Venter Tal

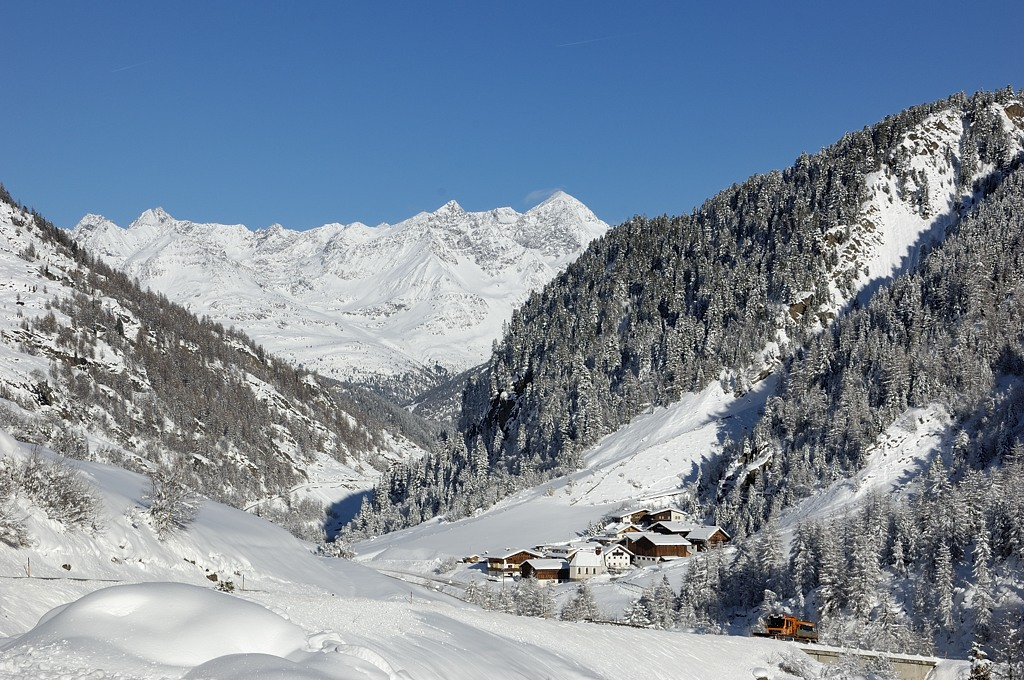
Das Venter Tal bei Winterstall

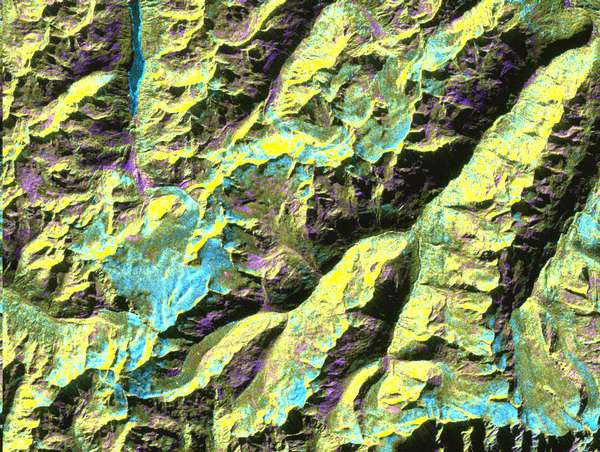
Radaraufnahme des oberen Ötztals aus dem Weltraum (1994): Das Venter Tal schräg in die Bildmitte laufend, mit der Einmündung von Rofental von Westen und Niedertal von Süden bei Vent, nördlich davon die Wildspitze, ganz im NO, bereits außerhalb der Aufnahme, Zwieselstein. Der langgestreckte See in NW ist der Gepatschspeicher im Kaunertal, südlich davon die große Fläche des Gepatschferners, im N das Südende des Pitztals, im O das oberste Gurgler Tal, im W Melagtal (Langtaufers BZ). Die vergletscherten Kämme entlang des unteren Bildrands sind der Alpenhauptkamm von Hochwilde im O über Similaun bis Glockturm im W

Das Venter Tal ist ein südwestlich gelegenes Quelltal des Ötztals in den Ötztaler Alpen in Tirol. Es hat eine Länge von rund 14 Kilometern und wird von der Venter Ache durchflossen.

## Lage, Landschaft und Verlauf
Das Venter Tal entsteht bei der namensgebenden Ortschaft Vent (1895 m ü. A.) aus der Vereinigung von Rofental und Niedertal und verläuft in Südwest-Nordost-Richtung. Bei Zwieselstein (1470 m ü. A.) mündet das Venter Tal zusammen mit dem östlich davon gelegenen Gurgler Tal in das Ötztal.
Vom östlich gelegenen Gurgler Tal ist das Venter Tal durch einen Bergkamm getrennt, der vom Mittagskogel (2825 m ü. A.) nach Süden ansteigt und im Ramolkogel eine Höhe von 3549 m ü. A. erreicht. Der begrenzende Kamm im Osten erstreckt sich vom Gaislachkogel (3056 m ü. A.) ebenfalls ansteigend bis zur Wildspitze (3768 m ü. A.).
Anders als im benachbarten Gurgler Tal fehlen Seitentäler praktisch völlig, auch die Kare sind weniger deutlich ausgebildet. Die Venter Ache hat über weite Strecken eine tiefe Schlucht in den Talboden eingeschnitten.

## Erschließung und Besiedelung
Das Tal ist mit Ausnahme von Vent nur dünn besiedelt und umfasst die Fraktion Heiligkreuz (155 Einwohner) mit den Weilern Neder, Seiten und Winterstall, den Rotten Bodenegg und Heiligkreuz, der Streusiedlung Venter Tal sowie mehreren Einzelhöfen. Das Tal ist durch die 13,4 km lange Venter Straße (L 240) erschlossen, die in Zwieselstein von der Ötztalstraße abzweigt und durch mehrere Lawinengalerien, darunter die 623 m lange Galerie Bruchscheibe, einer der längsten Tirols, gesichert ist.

## Naturgefahren
Aufgrund der steilen Hänge ist das Venter Tal häufig von Lawinen bedroht. Auf beiden Seiten finden sich insgesamt 67 Lawinenstriche. In den Wintern von 1973/74 bis 2002/03 wurden 243 Lawinenabgänge registriert, in den Jahren von 1986 bis 2004 musste die Venter Straße 173 Mal zwischen Bodenegg und Winterstall und 241 Mal zwischen Winterstall und Vent gesperrt werden, wobei der Monat März am häufigsten von Sperren betroffen war. Bei Lawinenabgängen kamen auch immer wieder Bewohner des Tals ums Leben.
Vom 17. bis ins 19. Jahrhundert kam es mehrmals zu verheerenden Ausbrüchen des Rofener Eissees, wodurch sich eine Flutwelle durch das Venter Tal in das Ötz-, teils gar bis in das Inntal ergoss.

### Karten
- ÖK50 2103 Vent
- Alpenvereinskarte Blatt 30/2 Ötztaler Alpen, Weißkugel, 1:25.000, ISBN 978-3-928777-39-1